# Panton (Vermont)
Panton város az USA Vermont államában, Addison megyében. Lakosainak száma 646 fő (2020. április 1.).

## Népesség
A település népességének változása:

| 2010 | 677 |
| 2020 | 646 |